# Брат героя
«Брат героя» — советский детский чёрно-белый художественный фильм по мотивам повести «Черемыш — брат героя» Льва Кассиля.

## Сюжет
Новенький в детдоме пятиклашка сирота Гешка Черемыш всегда мечтал о старшем брате-герое. Узнав из газет о своём знаменитом однофамильце — лётчике-герое Климентии Черемыше, он говорит своим одноклассникам, что это его брат. Одноклассники его уважают, но и Геше приходится соответствовать «брату» — хорошо учиться и достигать успехов в спорте, он становится капитаном хоккейной команды. Но тут случается непредвиденное: Климентий Черемыш приезжает в город. Чтобы не встречаться с «братом», Геша не приходит на важный матч, но наблюдает тайком. Так случится, что он сам совершит геройский поступок, и недостижимый прежде Климентий станет ему «за брата».

## В ролях
- Лев Мирский — Геша Черемыш
- Николай Крючков — Климентий Черемыш
- Пётр Леонтьев — Кирилл Степанович, директор школы
- Елизавета Найдёнова — Евдокия Власьевна
- Михаил Трояновский — дед-сторож
- Владимир Колчин — Петя
- Александр Тимонтаев — Плинтусов-старший
- Лидия Драновская — Аня Баратова
- Дагмара Дерингер — Рита
- Анатолий Игнатьев — Федя-плинтус
- Шигин Б. — Сбруев
- Цу-Юн-Хан Б. — Званцев

## Съёмочная группа
- Сценарий — Лев Кассиль
- Режиссёр — Юрий Васильчиков / Георгий Васильевич Васильчук
- Оператор — Иван Малов
- Художник — Николай Валерианов
- Композитор — Анатолий Лепин
- Звукооператор — Вартан Ерамишев
- Текст песен — Михаил Светлов
- Директор — А. Панчук
- Художественный руководитель — Марк Донской

## Съёмки
Фильм снимался в городе Краснокамске. В качестве детдома использовано двухэтажное здание школы по улице Свердлова, 12, известное ныне под названием «Теремок». Также в кадрах фильма видны старый краснокамский стадион, здание драматического театра, городские пейзажи. В массовых сценах фильма снимались жители города.
Фильм вышел на большой экран 7 ноября 1940 года. В 1960 году был переозвучен.

## Литературная основа
Фильм снят по мотивам повести Льва Кассиля «Черемыш — брат героя», написанной в 1938 году. Книга была очень популярна, выдержала много изданий.
Повесть написана на реальном материале — как-то писатель втретился с живущим у тётки мальчиком, который утверждал, что у него четыре старших брата, и все они служат пограничниками, и в доказательство показывающего конверты писем «от братьев» со штемпелями разных воинских частей. Однако, письма были настоящими — мальчик знакомился с приезжавшиими в Москву пограничниками, водил их по городу, дарил им открытки с видами Москвы, а пограничники, уезжая к себе на службу, писали оттуда маленькому заботливому москвичу.
Образу летчика из повести — Климентия Черемыша, писатель придал черты знаменитого лётчика, Героя Советского Союза Валерия Чкалова.
До выхода фильма — в том же 1940 году, Московским тюзом (режиссер П. В. Цетнерович) по повести был спектакль «Брат героя», получивший высокую оценку зрителей и печати. Критик «Комсомольской правды» видел особенность новой пьесы Льва Кассиля «в том, что все в ней жизненно, искренне, а главное,— свежо и не шаблонно».

## Критика
Фильм как экранизация был оценён как слабый:

Картина была поставлена по интересному сценарию Л. Кассиля, который имел большое воспитательное значение. Не то получилось на экране. Режиссёр Ю. Васильчиков схематизировал внутренний мир героев. В поведении Геши не чувствовалось стремления к героизму. Геша в школе чванлив, высокомерен и пренебрежителен к товарищам, а по замыслу сценариста он — обыкновенный мальчик с необыкновенной мечтой. В картине опущены важные эпизоды сценария: контрольная работа, встреча Геши с «братом» и другие, которые живо рисуют характер мальчика. Героическая сцена спасения на озере, хорошо построенная вначале, резко снижена неуместным появлением комического деда с тремя спасательными кругами. Мало индивидуализированы и другие герои. Упрощенность и иллюстративность в трактовке сценария сказались и в работе режиссёра с подростками — не актёрами. В их «игре» подчас чувствуется нарочитость, «актёрствование», хотя участвовали в картине способные дети.— Очерки истории советского кино в 3-х томах, 1959 год

## Интересный факт
Единственный фильм, где можно видеть изначальный «Русский хоккей» — 22 игрока на большом поле.